# سیبنیتسا (ژاباری)
سیبنیتسا (به صربی: Sibnica) یک منطقهٔ مسکونی در صربستان است که در ژاباری واقع شده‌است. سیبنیتسا ۴۰۷ نفر جمعیت دارد.